# ヘスス・マリア・サトゥルステギ
ヘスス・マリア・サトゥルステギ・アスピロス（Jesús María Satrústegui Azpiroz, 1954年2月12日 - ）は、スペイン・パンプローナ県パンプローナ出身のサッカー選手。ポジションはフォワード。スペイン代表。レアル・ソシエダ一筋であり、プリメーラ・ディビシオンで297試合に出場して133得点を挙げた。

## 経歴

### クラブでの経歴
1954年にパンプローナ県パンプローナに生まれた。
22歳だった1976-77シーズンは19得点を挙げ、マリオ・ケンペス、マラニョン、カルロス・モレーテ、マヌエル・クラーレス、ルベン・カノに次いで得点ランキング6位となった。1977-78シーズンは18得点を挙げ、ケンペス、サンティリャーナ、カノ、ダニに次いで得点ランキング5位タイとなった。1978-79シーズンは20得点を挙げ、ハンス・クランクル、キニに次いで得点ランキング3位となった。1979-80シーズンは17得点を挙げ、チームは優勝したレアル・マドリードと勝ち点1差の2位となった。
1980-81シーズンにはチームトップの16得点を挙げ、レアル・ソシエダは初のリーグ優勝を果たした。1981-82シーズンはペドロ・ウラルデに次いでチーム2位の13得点を挙げ、レアル・ソシエダはリーグ2連覇を果たした。この黄金期のレアル・ソシエダには同名のヘスス・マリア・サモラがおり、その他にはキーパーのルイス・アルコナーダ、アルベルト・ゴリス、ペリコ・アロンソ、ロベルト・ロペス・ウファルテ、アグスティン・ガハーテ、イナシオ・コルタバリア、若手のホセ・マリア・バケーロなどがいた。
1982年11月のレアル・サラゴサ戦で膝の半月板と前十字靭帯に重傷を負い、1982-83シーズンは11試合出場5得点に終わった。1983-84シーズンは全休し、1984-85シーズンも8試合出場2得点に終わっている。4得点にとどまった1985-86シーズン終了後に現役引退した。

### 代表での経歴
スペイン代表としては32試合に出場して8得点を挙げ、UEFA欧州選手権1980と1982 FIFAワールドカップに出場した。
自国開催となった1982 FIFAワールドカップで、スペイン代表は西ドイツとイングランドと対戦した2次リーグで敗退した。2次リーグ最終戦のイングランド戦後に代表引退を表明し、イングランド戦がスペイン代表での最終戦となった。

## 代表での得点
出典 : 国際サッカー歴史統計連盟(RSSSF)
| #  | 日付           | 都市         | 場所                       | 相手         | スコア | 結果 | 大会     |
| -- | -------------- | ------------ | -------------------------- | ------------ | ------ | ---- | -------- |
| 1. | 1977年2月9日   | ダブリン     | ランズダウン・ロード       | アイルランド | 0–1    | 0–1  | 親善試合 |
| 2. | 1980年9月24日  | ブダペスト   | プシュカーシュ・フェレンツ | ハンガリー   | 2–2    | 2–2  | 親善試合 |
| 3. | 1981年3月25日  | ロンドン     | ウェンブリー               | イングランド | 0–1    | 1–2  | 親善試合 |
| 4. | 1981年6月28日  | カラカス     | オリンピコ                 | ベネズエラ   | 0–2    | 0–2  | 親善試合 |
| 5. | 1981年7月5日   | サンティアゴ | エスタディオ・ナシオナル   | チリ         | 1–1    | 1–1  | 親善試合 |
| 6. | 1981年12月16日 | バレンシア   | ルイス・カサノバ           | ベルギー     | 1–0    | 2–0  | 親善試合 |
| 7. | 1981年12月16日 | バレンシア   | ルイス・カサノバ           | ベルギー     | 2–0    | 2–0  | 親善試合 |
| 8. | 1982年3月24日  | バレンシア   | ルイス・カサノバ           | ウェールズ   | 1–0    | 1–1  | 親善試合 |

## タイトル
- プリメーラ・ディビシオン(2): 1980–81, 1981–82
- スーペルコパ・デ・エスパーニャ(1): 1982